# Ludoș
Ludoș (in ungherese Nagyludas, in tedesco Grosslosdes) è un comune della Romania di 775 abitanti, ubicato nel distretto di Sibiu, nella regione storica della Transilvania.
Il comune è formato dall'unione di 2 villaggi: Gusu (Giesshübel) e Ludoș.